# Harald Nestroy
Harald Norbert Nestroy (* 1. Februar 1938 in Breslau) ist ein deutscher Diplomat und Botschafter a. D.

## Leben
Nestroy studierte nach seinem Abitur in Königstein im Taunus von 1958 bis 1963 Rechtswissenschaften an der Johannes Gutenberg-Universität Mainz und der Universidad de Barcelona. 1964 trat er in den diplomatischen Dienst der Bundesrepublik Deutschland ein und war bis 1967 in der Attaché-Ausbildung des Auswärtigen Amtes in Bonn. Nach Tätigkeiten als Politischer Referent in der Deutschen Botschaft in Neu-Delhi, Indien (1968–1971), Kulturattaché in der Deutschen Botschaft in Bogotá, Kolumbien (1971–1973), Referent für Zentralamerika im Auswärtigen Amt in Bonn (1974–1977) sowie als Leiter des Referates Humanitäre und Katastrophenhilfe im AA in Bonn war er 1979 bis 1982 deutscher Botschafter in Brazzaville, Volksrepublik Kongo. Von 1982 bis 1985 war er Generalkonsul in Atlanta, USA, von 1985 bis 1989 Deutscher Botschafter in San José, Costa Rica. Nach der Leitung des Referates Frankreich, Benelux, Österreich, Schweiz in der Politischen Abteilung des AA in Bonn von 1989 bis 1994 war er Deutscher Botschafter in Kuala Lumpur, Malaysia (1994–1998), danach bis zu seiner Pensionierung 2003 Botschafter in Windhoek, Namibia.
Nestroy engagiert sich seit 1987 im Königreich Bhutan. 1992 gründete er den gemeinnützigen Verein „Pro Bhutan“ und initiiert humanitäre Projekte im Bereich allgemeine Gesundheit sowie Erziehung von benachteiligten Kindern. Mit einem Sonderprojekt förderte er 2006–2010 den Erhalt der einmaligen Kultur des Königreiches Bhutan. Harald Nestroy hat seit 1993 folgende spendenfinanzierte Projekte in Bhutan geplant und durchgeführt:
- Bau des Gesamtkomplexes des Distrikt-Krankenhauses in PUNAKHA (1993–2018)

- mit 50 Betten, 
- einer Poliklinik,
- einer Ausbildungsstätte für med.-techn. Personal
- Personalunterkünften
- technischen und Lager-Gebäuden 
- einem kleinen Tempel für Riten für Verstorbene
- Bau je eines Heims für Mädchen und Jungen für blinde Kinder im Nationalen Institut für Behinderte, NID, heute mit Namen Muenseling Institute in KHALING im Osten Bhutans (2004)
- Bau von 4 Schulgebäuden und je 2 Heimen für hörgeschädigte Mädchen und Jungen Schule in der einzigen Einrichtung für hörgeschädigte Kinder in DRUKGYEL/PARO 2005–2017
- Wiederaufbau der überdachten, 55 m freitragenden Holzbrücke zum heiligen Dzong (Klosterburg) von Punakha in traditioneller bhutanischer Architektur (Einweihung 2008)

Als Schüler des bekannten Himalaja-Fotografen Jaroslav Poncar beschäftigt er sich seit 1990 mit der Fotografie. Er hat zahlreiche Foto-Serien veröffentlicht und ist Autor / Fotograf des Bildbands BHUTAN, KÖNIGREICH DES DONNERNDEN DRACHENS IM HIMALAJA, Verlag EDITION PANORAMA, Mannheim (s.u.SCHRIFTEN).
Nestroy ist seit 1999 mit Angelika, geb. Heinz verheiratet. Trauzeugen bei der Hochzeit in Bhutan waren der damalige Premierminister Bhutans Sangay Ngedup und dessen Frau Rinchhen. Nestroy ist Mitglied der CV-Studentenverbindung Rheno-Palatia.
2009 verlieh der Bundespräsident ihm das Bundesverdienstkreuz I. Klasse. In Anerkennung seiner ehrenamtlichen Tätigkeit für Bhutan ehrte ihn 2015 der bhutanische König, der Druk Gyalpo Jigme Khesar Namgyel Wangchuck persönlich mit dem höchsten bhutanischen Nationalen Verdienstorden in Gold.

## Schriften
- DUWISIB, die deutsche Ritterburg in Namibia, und ihr Burgherr, Hansheinrich von Wolf. Windhoek 2002, ISBN 99916-40-28-2.
- DUWISIB, the German Castle in Namibia, and its Master Hansheinrich von Wolf. Windhoek 2002.
- Bhutan, Königreich des donnernden Drachens im Himalaja. Fotografien sowie aktualisierter Text in Deutsch und Englisch von Harald Nestroy. Edition Panorama, 4. Ausgabe, um 32 Seiten erweitert, mit ca. 2/3 neuen Fotos, Mannheim 2018, ISBN 978-3-89823-548-8.
- Mein indisches Jagdabenteuer. Spannende Jagden auf Elefant, Tiger und Leopard und von der Sauhatz zu Pferde mit der Lanze. Photonachweis: Harald Nestroy, Victor Smetacek u. a. Parey, Hamburg / München 1973, ISBN 3-490-19711-9.